# بيدرو لويس دا فونسيكا
بيدرو لويس دا فونسيكا هو اقتصادي وسياسي أنغولي، ولد في 17 نوفمبر 1957 في لواندا في أنغولا.